# Olof Stenbock
Olof Gustafsson (Stenbock), född troligen 1536, död 29 augusti 1599 i Finland, var en svensk friherre och riksråd, son till Gustaf Olofsson (Stenbock).

## Biografi
Olof Gustafsson reste 1559 utomlands och besökte södra Europa och Frankrike. Han var under Erik XIV:s regering en tid ståthållare på Hapsal, men dömdes 1564 av konungens nämnd att mista liv, ära och gods, eftersom han utfarit i hotelser mot kungen. Han benådades emellertid.
Efter Johan III:s tronbestigning 1568 syntes Olof Gustafsson gå en lysande framtid till mötes. Han omtalas redan i januari 1569 som riksråd och friherre och sändes med flera andra till Estland för att underhandla om Johans erkännande som konung. Hans karriär tog trots det snart en vändning till det sämre, förmodligen på grund av hans vilda lynne, som gjorde honom mindre användbar i rikets tjänst. 
Som Erik XIV:s väktare på slottet Tre Kronor i Stockholm 1569 förgick han sig till den grad, att han "bar hugg"  på sin fånge och fråntog honom hans kläder, varefter han fängslades av Johan III. De försonades senare och han erhöll 1572 Kungslena friherreskap i Västergötland, men han hade då redan försvunnit ur riksrådet, och några fler offentliga uppdrag fick han inte heller.
Anklagad för åtskilliga grova brott, flydde Olof 1592 ur Sverige, varefter hans friherreskap indrogs. Han återvände, försedd med ett skyddsbrev från kung Sigismund. Hertig Karl lät honom därför fritt vistas i landet, men förläningen återfick han aldrig. Han flydde 1597 till Danmark anklagad för flera brott, återkom till Sverige 1598 och begav sig sedan till Finland. Där blev han efter hertig Karls ditkomst 1599 tillfångatagen, bunden vid ett träd och skjuten, varefter kroppen grävdes ned i ett kärr. Karin Månsdotter lär ha givit liket en kristlig begravning.

### Familj
Stenbock gifte sig på Strömsholm med Ingeborg Jönsdotter Bonde (död 1587), som var dotter till riksrådet Jöns Tordsson Bonde och Märta Posse. De fick tillsammans dottern Brita Stenbock (död 1581).